# Wspólnota administracyjna Ihrlerstein
Wspólnota administracyjna Ihrlerstein – wspólnota administracyjna (niem. Verwaltungsgemeinschaft) w Niemczech, w kraju związkowym Bawaria, w rejencji Dolna Bawaria, w regionie Ratyzbona, w powiecie  Kelheim. Siedziba wspólnoty znajduje się w miejscowości Ihrlerstein.
Wspólnota administracyjna zrzesza jedną gminę targową (Markt) oraz jedną gminę wiejską (Gemeinde): 
- Essing, gmina targowa, 987 mieszkańców, 17,36 km²
- Ihrlerstein, 4 155 mieszkańców, 23,10 km²